# Lijst van nationale parken in Frankrijk
In Frankrijk zijn 11 natuurgebieden uitgeroepen tot nationaal park, zowel in Europees Frankrijk als in enkele overzeese gebieden (Réunion, Guadeloupe, Frans Guyana). Deze Franse nationale parken mogen niet verward worden met de Franse regionale natuurparken, waar de natuur veel minder strikt beschermd is.
In 1960 stelde een Franse wet het statuut van nationaal park in. Sinds 2007 bestaan er ook nationale zeeparken.
| Gebied                                                     | Foto | Departement(en)                            | Oppervlakte (km²) | Opgericht in     |
| ---------------------------------------------------------- | ---- | ------------------------------------------ | ----------------- | ---------------- |
| Nationaal Park Vanoise (Parc national de la Vanoise)       |      | Savoie                                     | 1250              | 1963             |
| Nationaal park Port-Cros (Parc national de Port-Cros)      |      | Var                                        | 7                 | 1963             |
| Nationaal Park Pyreneeën (Parc national des Pyrénées)      |      | Hautes-Pyrénées en Pyrénées-Atlantiques    | 457               | 1967             |
| Nationaal Park Cevennen (Parc national des Cévennes)       |      | Lozère, Gard, Ardèche en Aveyron           | 913               | 1970             |
| Nationaal park Écrins (Parc National des Écrins)           |      | Isère en Hautes-Alpes                      | 918               | 1973             |
| Nationaal park Mercantour (Parc national du Mercantour)    |      | Alpes-Maritimes en Alpes-de-Haute-Provence | 685               | 18 augustus 1979 |
| Nationaal Park Guyana (Parc amazonien de Guyane)           |      | Frans-Guyana (overzees departement)        | 33900             | 2007             |
| Nationaal Park Réunion (Parc national de la Réunion)       |      | Réunion (overzees department)              | 1054              | 2007             |
| Nationaal Park Guadeloupe (Parc national de la Guadeloupe) |      | Guadeloupe (overzees department)           | 173               | 1989             |
| Nationaal Park Calanques (Parc national des Calanques)     |      | Bouches-du-Rhône                           | 520               | 2012             |
| Nationaal park Forêts (Parc national de forêts)            |      | Haute-Marne, Côte-d'Or                     | 2421              | 2019             |